# 丹尼斯·迪克邁爾
丹尼斯·迪克迈尔（Dennis Diekmeier，1989 年 10 月 20 日出生）是一名德国职业足球运动员，司职右后卫，效力于德乙联赛球队桑德豪森。
加入云达不莱梅后，迪克迈尔于 2009 年转会到纽伦堡。他在那里的表现使他被评为联盟中最好的边后卫之一，之后他于 2010 年 7 月加入汉堡 SV。他在汉堡这八年里，他有着很成功职业生涯。他在2018年俱乐部降级后离开。2019年1月，他与桑德豪森签约，帮助他们在他在那里的第一个赛季避免降级。
迪克迈尔曾代表德国参加过不同级别的青年比赛，曾是德国 U19 球队的一员，并帮助球队赢得了2008 年欧洲 U-19 锦标赛。

## 俱乐部生涯

### 早期职业生涯
迪克迈尔加盟 TSV Bierden ，之后于 2003 年转会到云达不莱梅青年队。在2008-09 赛季，他升入云达不莱梅二队，并代表球队参加德国足球丙级联赛。 同时，迪克迈尔也被列入了一线队阵容。在不莱梅效力期间，他主要担任中场球员。

### 纽伦堡足球俱乐部
2009 年 1 月，迪克迈尔转会至德乙球队纽伦堡足球俱乐部，在那里他在赛季后半段的所有比赛以及两场保级附加赛中上场。《踢球者》随后在他们的季后赛奖项中将他列为春季赛季最佳边后卫的第三名。在2009-10 赛季德甲联赛的第一个比赛日，迪克迈尔被《踢球者》杂志选为“每日首发11人”。比赛进行了八轮，迪克迈尔是唯一一个打满八场比赛的纽伦堡球员，与守门员拉斐尔·舍费尔并列. 然而，在第九轮比赛前的最后一次训练中，他遭受了严重的过敏反应，并搭乘紧急救护直升机飞到医院后接受治疗。尽管如此，迪克迈尔还是被确定适合上场。然而，在比赛开始前两小时，由于他的一种药物在兴奋剂名单上，他被禁赛。过敏反应后来被诊断为草花粉引起的过敏性鼻炎。冬歇期，沃尔夫斯堡为迪克迈尔提供了约400万欧元的报价，但最终并未转会。

### 汉堡体育俱乐部
相反，迪克迈尔最终在 2010 年 7 月与汉堡签约，他小时候参加过汉堡队的主场比赛，并且从小就是汉堡他。由于伤病影响，他于 2011 年 3 月 19 日在主场以 6-2 战胜科隆的比赛中首次代表 汉堡 出场。主教练迈克尔奥宁将他安排在首发阵容中，然后在第 55 分钟被盖伊德梅尔换下。
迪克迈尔为俱乐部效力了八年，在此期间，他大部分时间都在各种教练手下担任主力右后卫。然而，在2018年2月，与他续约的谈判陷入僵局，最终决定他将在合同到期后离开俱乐部。仅在2017-18 赛季末，迪克迈尔在新教练克里斯蒂安蒂茨的带领下再次亮相。那时，汉堡遭受到降级威胁，他不会在赛季最后八场比赛中再次出场。在汉堡最终遭遇俱乐部历史上的第一次德甲降级后，迪克梅尔在合同到期时离开了俱乐部。他并没有立即为自己赢得另一家具乐部的合同，而是在私人教练的帮助下保持身体健康。

### 桑德豪森
2019年1月上旬，在成为自由球员六个月后，迪克迈尔加盟德乙俱乐部桑德豪森，在那里他签下了一份一年半的合同。在2018-19 赛季后半段，他在联赛中出场 16 次，俱乐部避免了降级。在2019-20 赛季之前，迪克迈尔与桑德豪森签订了一份续约合同，直到 2022 年，并且还被主教练Uwe Koschinat任命为副队长。在常规俱乐部队长斯特凡·库洛维茨之后受伤让他在整个上半赛季都缺阵，迪克迈尔作为桑德豪森的队长出战了 17 场比赛。
2020 年 5 月 26 日，迪克迈尔终于在桑德豪森 1-0 战胜威斯巴登的比赛中打进了他职业生涯中第一个进球，俱乐部通过在他们的球衣上免费印上他的名字和号码来庆祝这一壮举。这个进球证明了桑德豪森在 2019-20 赛季结束前连续四场胜利中的第一场，这是他们确保留在第2 位的关键。德甲联赛还有两场比赛，尽管在第 32 个比赛日客场以 5-1 击败VfB 斯图加特。在第 34 比赛日，迪克迈尔打进一球，以 1-5 击败他的老东家汉堡。2020 年 7 月 11 日，迪克迈尔在德乙联赛中入选“赛季最佳阵容”，从而结束了 2019-20 赛季的强劲表现。

## 外部連結
- Dennis Diekmeier at transfermarkt.de （德文）
- fussballdaten.de：Dennis Diekmeier之統計數據 （德文）